# Maja Ćirić
Maja Ćirić (serbisch-kyrillisch Маја Ћирић; * 7. November 1989 in der SR Serbien, SFR Jugoslawien) ist eine serbische Sprinterin, die sich auf den 400-Meter-Lauf spezialisiert hat.

## Sportliche Laufbahn
Erste internationale Erfahrungen sammelte Maja Ćirić im Jahr 2013, als sie bei den Balkan-Meisterschaften in Stara Sagora im 100-Meter-Lauf in 12,67 s den fünften Platz im B-Finale belegte, mit der serbischen 4-mal-400-Meter-Staffel in 3:45,37 min den fünften Platz belegte und mit der 4-mal-100-Meter-Staffel nach 46,73 s auf Rang vier gelangte. 2015 wurde sie bei den Balkan-Meisterschaften in Pitești in 24,63 s Fünfte im 200-Meter-Lauf und gewann in beiden Staffelbewerben in 45,87 s bzw. 3:37,90 min die Bronzemedaille. 2016 wurde sie bei den Balkan-Hallenmeisterschaften in Istanbul in 7,72 s Zweite im B-Finale über 60 Meter und im Jahr darauf siegte sie bei den Balkan-Hallenmeisterschaften in Belgrad in 55,16 s im B-Lauf und gewann mit der 4-mal-400-Meter-Staffel in 3:47,34 min die Silbermedaille. Im Sommer gewann sie dann bei den Freiluftmeisterschaften in Novi Pazar in 53,88 s die Bronzemedaille im 400-Meter-Lauf. 2018 wurde sie bei den Hallenweltmeisterschaften in Birmingham in der ersten Runde über 400 Meter disqualifiziert und bei den Balkan-Meisterschaften in Stara Sagora belegte sie in 53,84 s den vierten Platz über 400 Meter und gewann mit der 4-mal-400-Meter-Staffel in 3:34,64 min die Bronzemedaille. Daraufhin schied sie bei den Europameisterschaften in Berlin mit 53,65 s in der Vorrunde über 400 Meter aus.
2019 gewann sie bei den Balkan-Hallenmeisterschaften in Istanbul in 54,49 s die Silbermedaille und schied kurz darauf bei den Halleneuropameisterschaften in Glasgow mit 53,73 s im Vorlauf aus. Anfang September wurde sie bei den Balkan-Meisterschaften in Prawez in 54,00 s Vierte. 2021 schied sie dann bei den Halleneuropameisterschaften im polnischen Toruń mit 53,28 s in der Vorrunde aus. 2022 steigerte sie in Ostrava den serbischen Hallenrekord über 400 m auf 52,33 s und schied im März bei den Hallenweltmeisterschaften in Belgrad mit 53,36 s in der ersten Runde aus. 2023 wurde sie bei der 2. Liga der Team-Europameisterschaft im Rahmen der Europaspiele in Chorzów in 53,69 s Achte über 400 Meter und gelangte mit der Mixed-Staffel mit 3:21,27 min auf Rang drei im B-Lauf. Anschließend belegte sie bei den Balkan-Meisterschaften in Kraljevo in 54,17 s den siebten Platz im Einzelbewerb. Im Jahr darauf gewann sie bei den Balkan-Meisterschaften in Izmir in 53,23 s die Bronzemedaille hinter den Ukrainerinnen Marjana Schostak und Tetjana Melnyk. Kurz darauf schied sie bei den Europameisterschaften in Rom mit 52,96 s im Vorlauf aus.
2012 wurde Ćirić serbische Meisterin im 400-Meter-Hürdenlauf, 2015 siegte sie über 200 Meter sowie in der 4-mal-100-Meter-Staffel und 2019, 2022 und 2023 siegte sie im 400-Meter-Lauf. In der Halle siegte sie 2016 im 60-Meter-Lauf und 2018 über 200 Meter. 2019 und von 2021 bis 2024 wurde sie Hallenmeisterin über 400 Meter und 2019 siegte sie auch in der 4-mal-400-Meter-Staffel.

## Persönliche Bestleistungen
- 100 Meter: 11,84 s (+2,0 m/s), 6. Juni 2015 in Kragujevac
  - 60 Meter (Halle): 7,48 s, 1. Februar 2022 in Zagreb
- 200 Meter: 23,70 s (−0,1 m/s), 1. Juni 2019 in Kranj
  - 200 Meter (Halle): 23,86 s, 12. Februar 2022 in Novo Mesto
- 400 Meter: 52,53 s, 27. Juli 2019 in Celje
  - 400 Meter (Halle): 52,33 s, 3. Februar 2022 in Ostrava (serbischer Rekord)
- 400 m Hürden: 61,40 s, 1. Juni 2014 in Belgrad